# Lunch atop a Skyscraper

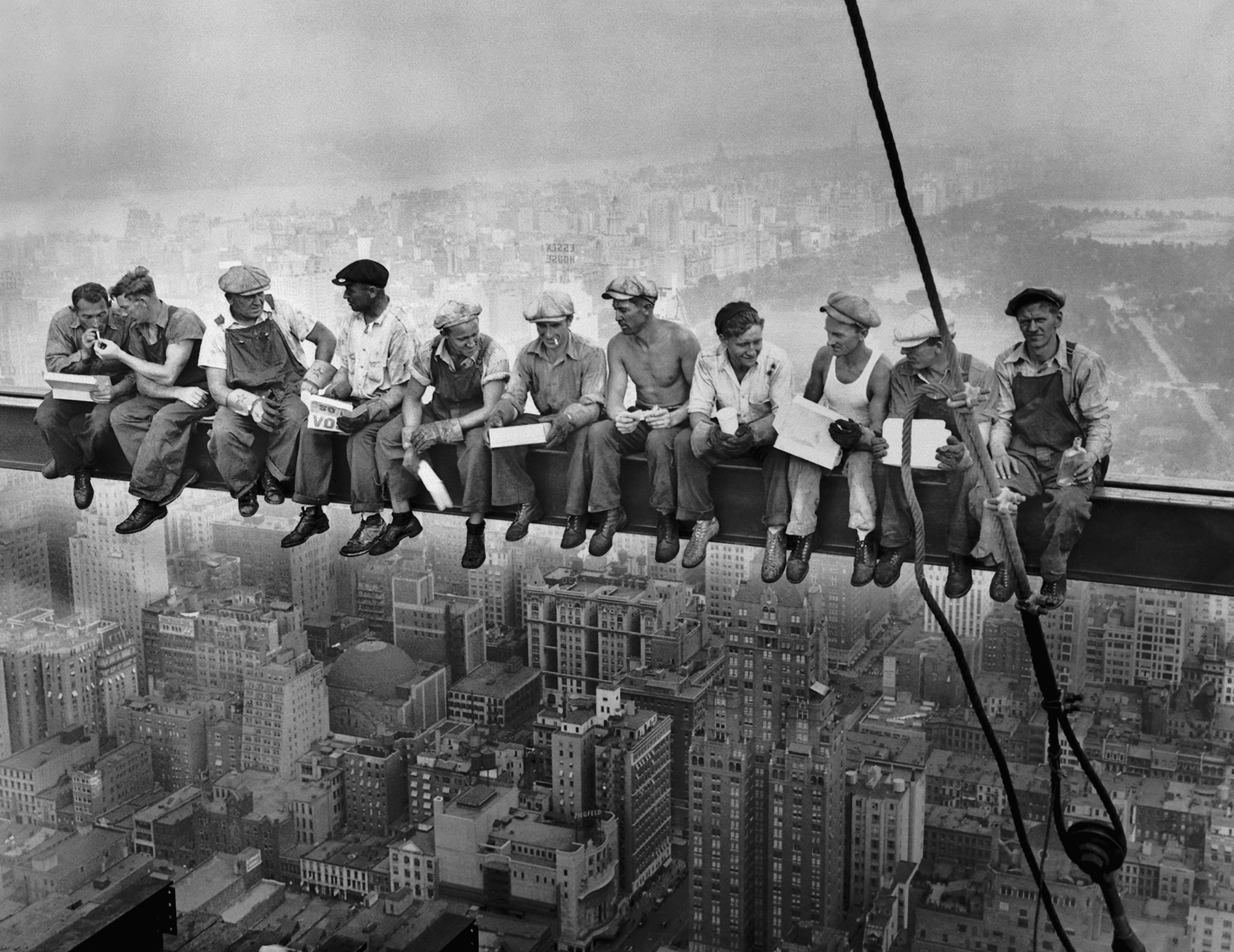
Foto originale

Lunch atop a Skyscraper (New York Construction Workers Lunching on a Crossbeam), pranzo in cima ad un grattacielo, è una famosa fotografia ripresa nel 1932 da Charles C. Ebbets durante la costruzione del 30 Rockefeller Plaza del Rockefeller Center.

## Descrizione

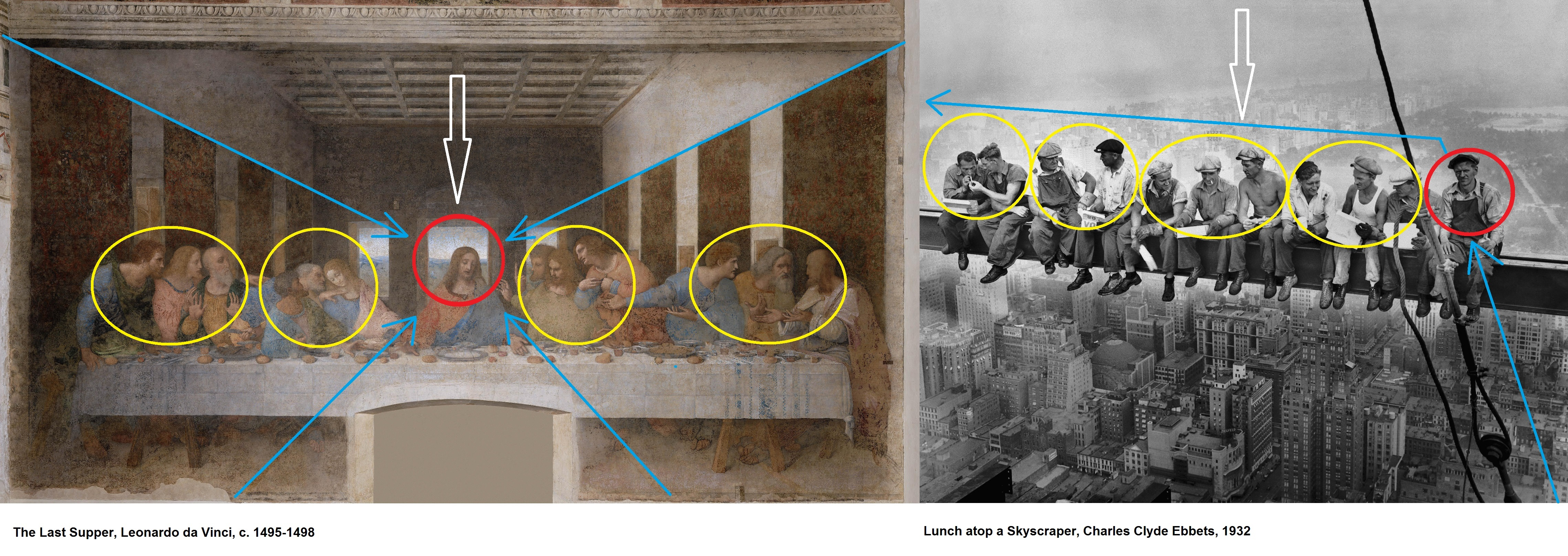
La foto è un esempio di intertestualità nelle arti visive.

Il fotografo ha ritratto undici lavoratori che stanno mangiando seduti su una trave di acciaio a centinaia di metri sopra New York City. Ebbets scattò la foto il 20 settembre 1932, e gli fu pubblicata dal New York Herald Tribune nel supplemento fotografico domenicale del 2 ottobre 1932. La foto Resting on a Girder, fatta al 69º piano del 30 Rockefeller Plaza verso la fine dei lavori, mostra gli stessi operai sdraiati a riposare sulla trave.
L'archivio Bettmann/Corbis, detentore dei diritti di riproduzione della fotografia, non ha riconosciuto l'autore in Charles C. Ebbets fino all'ottobre 2003 e solo dopo mesi di indagine di una agenzia di investigazione privata. Ancora oggi molte stampe della fotografia riportano autore sconosciuto.

## Gli uomini nell'immagine

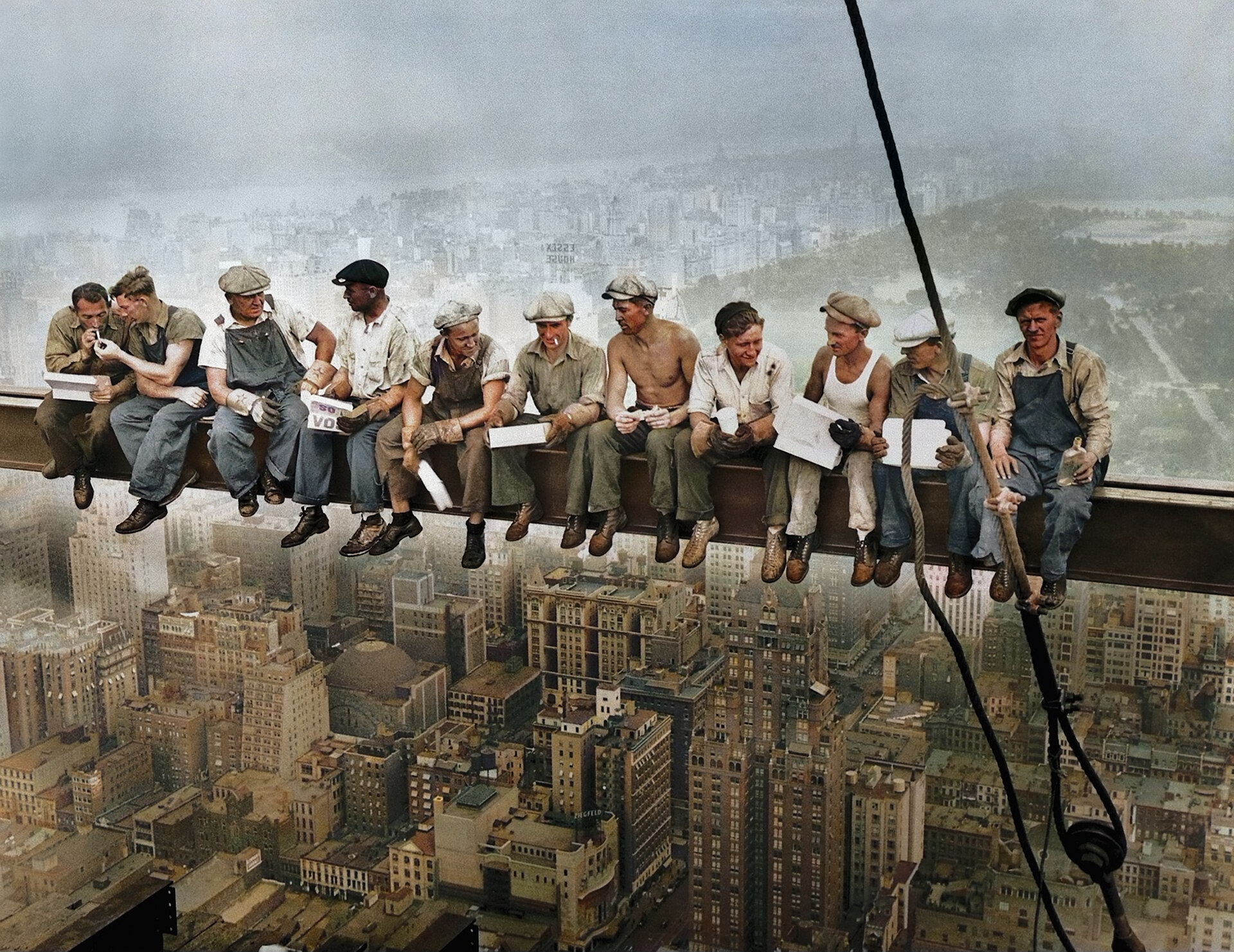
Foto rimasterizzata e colorata

Ci sono state diverse dichiarazioni in merito all'identità degli uomini raffigurati nell'immagine. Un museo sulla storia dei nativi americani ha affermato di aver riconosciuto almeno tre nativi americani nella foto. Il film Men at lunch rintraccia in alcuni uomini possibili origini irlandesi, mentre il regista ha dichiarato che intendeva indagare sulle possibili origini svedesi di alcuni raffigurati. Il film conferma l'identità di due uomini, il terzo da sinistra si chiama Joseph Eckner, mentre il terzo da destra Joe Curtis. La ricostruzione è stata possibile utilizzando altre foto dove comparivano i nomi dei raffigurati. Il primo uomo a destra invece è stato identificato come il lavoratore slovacco Gustáv (Gusti) Popovič proveniente dal villaggio di Vyšný Slavkov. Nel 1932 inviò a sua moglie Mariška una cartolina con questa fotografia, sulla quale scrisse "Non preoccuparti Mariška, come puoi vedere sono ancora con la bottiglia. Tuo Gusti".